# Erythrolamprus miliaris
Erythrolamprus miliaris är en ormart som beskrevs av Carl von Linné 1758. Erythrolamprus miliaris ingår i släktet Erythrolamprus och familjen snokar.
Denna orm förekommer i Sydamerika i hela Brasilien, i regionen Guyana och i angränsande områden av Venezuela, Colombia, Ecuador, Peru, Bolivia och Paraguay. Arten lever i låglandet och i kulliga områden upp till 700 meter över havet. Den vistas i regnskogar, i galleriskogar och i andra fuktiga skogar. Honor lägger ägg.
För beståndet är inga hot kända. Hela populationen anses vara stabil. IUCN listar arten som livskraftig (LC).

## Underarter
Arten delas in i följande underarter:
- E. m. miliaris
- E. m. amazonicus
- E. m. chrysostomus
- E. m. kogiorum
- E. m. merremi
- E. m. mossoroensis
- E. m. orinus
- E. m. semiaureus